# Камберленд (графство, Нова Шотландія)
 Камберленд  (англ. Colchester County) — графство у провінції
Нової Шотландії, Канада. Графство є переписним районом та адміністративною одиницею провінції.

## Географія

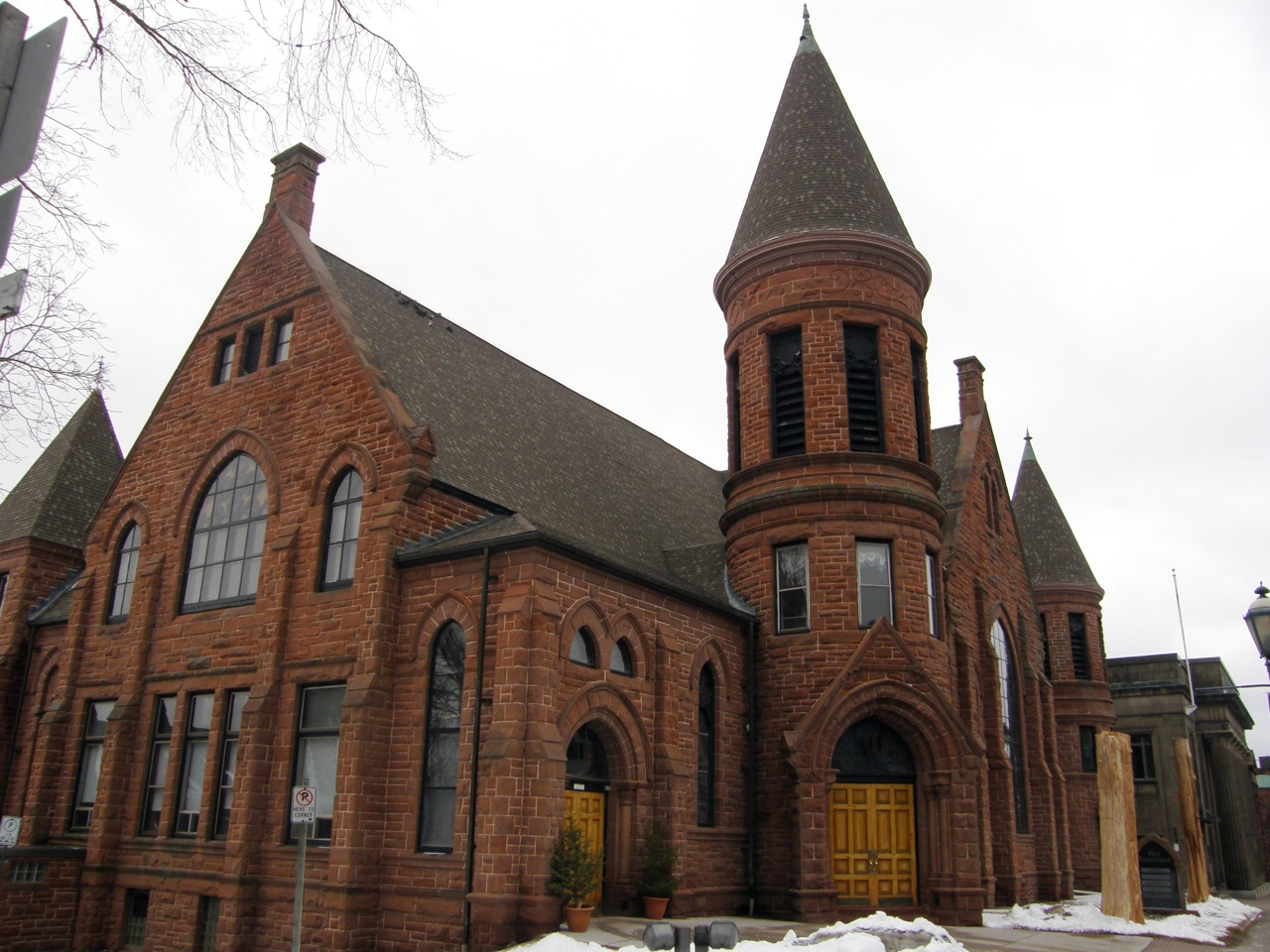
Церква у Амхерсті

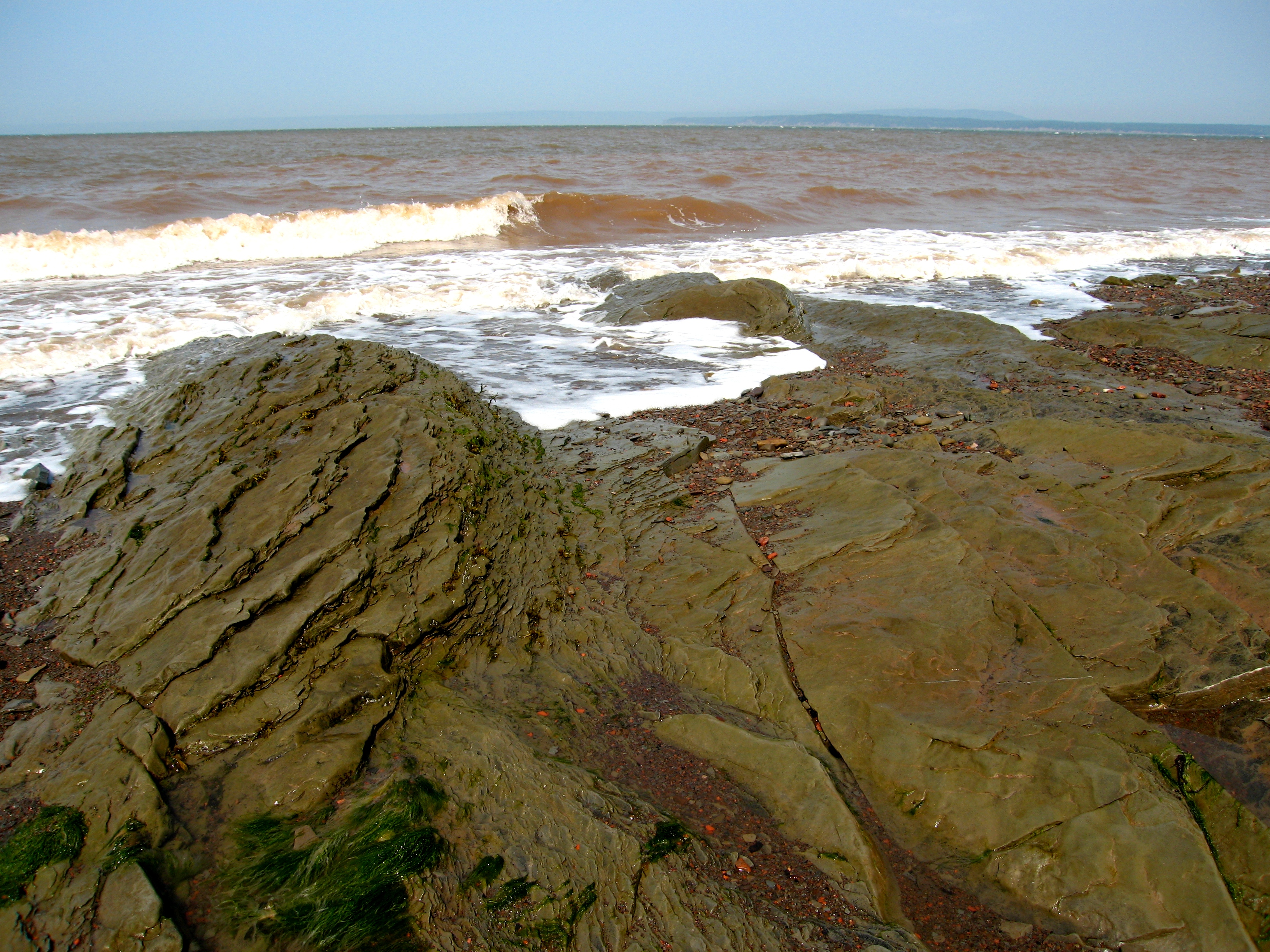
Затока Чигнекто та мис Чигнекто

Камберленд знаходиться в північній частині півострова Нова Шотландія, пов'язаної з материком перешийком Чигнекто (Isthmus of Chignecto) і межує на північному заході з провінцією Нью-Брансвік. Західне узбережжя омивається водами затоки Чигнекто, що відокремлює півострів від материка, на півночі розташована Протока Нортумбрії, яка відокремлює півострів від Острова Принца Едварда, а на півдні — Мінас-Бейзін. На сході графство межує з графством Колчестер. На заході графства на мису Кейп-Чигнекто розташований однойменний провінційний парк. По території графства проходить автодорога провінційного значення хайвей 104, а також ряд доріг, керованих графством, основними з яких є магістралі 2 4 й 6 й колектори 204, 209, 242, 246, 301, 302, 321, 366 и 368.

## Історія
Камберленд — одне з перших п'яти графств, утворених в Новій Шотландії 17 серпня 1759 за указом губернатора. 18 червня 1755 генерал-лейтенант Роберт Монктон завоював форт (англ. Fort Beauséjour), який назвав згодом на честь Вільяма Августа, герцога Камберлендского, третього сина короля Великої Британії Георга II.
Мовою індійців племені мікмаків, що проживають в даній місцевості, територія носила назву «Kwesomalegek», що означає «hardwood point». У 1840 році населення містечка Парсборо, що стоїть на кордоні, був розділений між графствами Камберленд і Колчестер. Цій поділ, як і вся границя між графствами, уточнювался в 1880, 1897 і 1946. Фінальне визначення границі було дано тільки в січні 1959 року.

## Населення
Для потреб статистичної служби Канади графство розділене на одне місто, одну індіанську резервацію і три неорганізовані області.
| Назва      | Оригінальна назва   | Статус                 | Площа    | Населення |
| ---------- | ------------------- | ---------------------- | -------- | --------- |
| Емгерст    | Amherst             | Містечко               | 12,02    | 9 505     |
| Оксфорд    | Oxford              | Містечко               | 10,76    | 1 178     |
| Паррсборо  | Parrsboro           | Город                  | 14,88    | 1 401     |
| Спрінгхілл | Springhill          | Город                  | 11,15    | 3 941     |
| Округ A    | Cumberland, Subd. A | Неорганізована область | 1 114,99 | 2 261     |
| Округ B    | Cumberland, Subd. B | Неорганізована область | 1 157,03 | 3 781     |
| Округ C    | Cumberland, Subd. C | Неорганізована область | 896,42   | 5 525     |
| Округ D    | Cumberland, Subd. D | Неорганізована область | 1 053,88 | 4 454     |